# أنخيل راما
أنخيل راما (بالإسبانية: Ángel Rama) (و. 1926 – 1983 م) هو كاتب، وأستاذ جامعي، وناقد أدبي، وباحث في الرومانسية، وممثل أوروغوياني، ولد في مونتفيدو، توفي عن عمر يناهز 57 عاماً، بسبب حادث طيران.